# Cornelis William Naar
Cornelis William Naar (Paramaribo, 25 juni 1887 – 2 april 1944) was een Surinaams medicus en politicus.
Hij bezocht in Paramaribo de Geneeskundige School en slaagde in 1909 voor het examen voor geneesheer. Een jaar later behaalde hij ook het verloskundig-examen. Hij werd rond 1910 districts-geneesheer en hij was als zodanig werkzaam in onder andere in Coronie en Nickerie. Naar ging in 1926 naar Leiden om zich te specialiseren in de oogheelkunde. Twee jaar later promoveerde hij aan de Rijksuniversiteit Leiden op het proefschrift Over oogveranderingen bij Lepra. Terug in Suriname hield hij zich bezig met oogheelkundige verzorging van Paramaribo en omgeving. Hij volgde in 1939 P. Cool op als geneesheer-directeur van 's Lands Hospitaal. Deze functie zou Naar vervullen tot zijn dood.
Naast zijn activiteiten als medicus was hij ook actief in de politiek. Bij de parlementsverkiezingen van 1924 behaalde hij onvoldoende stemmen om gekozen te worden. Nadat het Statenlid K.J. van Erpecum in 1929 was opgestapt lukte het Naar wel om bij een tussentijdse verkiezing verkozen te worden tot lid van de Koloniale Staten. Na zijn benoeming in 1939 tot geneesheer-directeur stapte hij op als Statenlid.
Naar overleed in 1944 op 56-jarige leeftijd.